# Brève inversée
Pour les articles homonymes, voir Brève (homonymie).
La brève inversée ou brève renversée ‹ ◌̑ › est un diacritique de l’alphabet cyrillique et de l’alphabet latin. Elle est basée sur la forme d’une brève qui est retournée. Elle est utilisée dans l’écriture de l’aléoute avec l’alphabet latin et l’alphabet cyrillique, ou dans certaines notations phonétiques utilisées dans les ouvrages linguistiques slovènes ou serbo-croates.
Malgré leur ressemblance, il ne faut pas confondre la brève inversée et l’accent circonflexe, qui est pointu, tandis que la brève inversée est arrondie.

## Utilisation
En slovène, la brève inversée peut être utilisée dans l’orthographe tonémique utilisé dans certains dictionnaires, cours de langues ou ouvrages linguistiques. Par exemple, le Dictionnaire de la langue slovène littéraire utilise la brève inversée.
Dans l’alphabet cyrillique, la brève inversée est utilisée pour représenter la kamora utilisé sur certaines voyelles et qui indique parfois une accent tonique ou distingue le pluriel dans des homographes, par exemple : ри́зы, « robe » (génitif singulier), et ри̑зы, « robes » (nominatif pluriel). Elle n’est pas à confondre avec la marque de palatalisation ‹ ◌҄ › utilisée sur les consonnes.
Dans la transcription de l’indo-européen commun, ou d’autres langues reconstruites, le brève inversée indique la palatalisation : t̑ [tʲ], d̑ [dʲ], k̑ [kʲ], g̑ [ɡʲ], etc.

## Représentation informatique
La brève inversée peut être représentée avec les caractères Unicode suivant :
- diacritique brève renversée ◌̑ : U+0311

Elle peut aussi être représentée avec des caractères précomposés :
- A brève renversée Ȃ : U+0202
- a brève renversée ȃ : U+0203
- E brève renversée Ȇ : U+0206
- e brève renversée ȇ : U+0207
- I brève renversée Ȋ : U+020A
- i brève renversée ȋ : U+020B
- O brève renversée Ȏ : U+020E
- o brève renversée ȏ : U+020F
- R brève renversée Ȓ : U+0212
- r brève renversée ȓ : U+0213
- U brève renversée Ȗ : U+0216
- u brève renversée ȗ : U+0217